# Eclipse Modeling Framework
Eclipse Modeling Framework(EMF)는 구조화된 데이터 모델 기반의 도구 및 기타 응용 프로그램들을 개발하기 위한 이클립스 기반의 모델링 프레임워크이자 코드 생성 기능이다.
XMI에 기술된 모델 사양으로부터 EMF는 모델의 뷰 및 명령어 기반 편집을 가능하게 하는 어댑터 클래스들과 기본 편집기로 이루어진, 모델을 위한 자바 클래스 집합을 만들어내는 도구 및 런타임 지원을 제공한다. 모델들은 주해가 붙은 자바, UML, XML 문서나 모델링 도구를 사용하여 규정한 다음 EMF로 가져오게 된다. 가장 중요한 점으로, EMF는 다른 EMF 기반 도구들과 응용 프로그램들과의 상호 운용성을 위한 토대를 제공한다.

## Ecore
Ecore는 EMF의 심장부에 위치한 코어 (메타-)모델이다.

## 같이 보기
- 모델 구동형 아키텍처